# Толедо (Айова)
Толедо (англ. Toledo) — місто (англ. city) в США, в окрузі Тама штату Айова. Населення — 2369 осіб (2020).

## Географія
Толедо розташоване за координатами 41°59′25″ пн. ш. 92°34′49″ зх. д. / 41.99028° пн. ш. 92.58028° зх. д. (41.990213, -92.580317).  За даними Бюро перепису населення США в 2010 році місто мало площу 5,96 км², уся площа — суходіл.

## Демографія
Згідно з переписом 2010 року, у місті мешкала 2341 особа в 901 домогосподарстві у складі 598 родин. Густота населення становила 393 особи/км².  Було 993 помешкання (167/км²).
Расовий склад населення:
| - 83,5 % — білих - 5,8 % — корінних американців - 1,1 % — чорних або афроамериканців - 0,6 % — азіатів - 4,3 % — осіб інших рас |

До двох чи більше рас належало 4,8 %. Частка іспаномовних становила 11,4 % від усіх жителів.
За віковим діапазоном населення розподілялося таким чином: 27,5 % — особи молодші 18 років, 54,2 % — особи у віці 18—64 років, 18,3 % — особи у віці 65 років та старші. Медіана віку мешканця становила 40,3 року. На 100 осіб жіночої статі у місті припадало 86,1 чоловіків;  на 100 жінок у віці від 18 років та старших — 86,5 чоловіків також старших 18 років.
Середній дохід на одне домашнє господарство  становив 53 636 доларів США (медіана — 46 406), а середній дохід на одну сім'ю — 61 366 доларів (медіана — 52 798). Медіана доходів становила 46 179 доларів для чоловіків та 30 455 доларів для жінок. За межею бідності перебувало 20,6 % осіб, у тому числі 34,1 % дітей у віці до 18 років та 15,0 % осіб у віці 65 років та старших.
Цивільне працевлаштоване населення становило 964 особи. Основні галузі зайнятості: виробництво — 17,7 %, освіта, охорона здоров'я та соціальна допомога — 16,6 %, роздрібна торгівля — 14,8 %, мистецтво, розваги та відпочинок — 13,6 %.